# Leissigen
Leissigen là một đô thị thuộc huyện hành chính Interlaken-Oberhasli, bang Bern, Thụy Sĩ. Đô thị này có diện tích 10,4 km2, dân số thời điểm tháng 12 năm 2009 là 922 người.